# Canton de Drôme des collines
Ne doit pas être confondu avec Drôme des collines.
Le canton de Drôme des collines est une circonscription électorale française du département de la Drôme créée par le décret du 20 février 2014 et entrée en vigueur lors des élections départementales de 2015.

## Histoire
Un nouveau découpage territorial de la Drôme entre en vigueur à l'occasion des élections départementales de mars 2015, défini par le décret du 20 février 2014, en application des lois du 17 mai 2013 (loi organique 2013-402 et loi 2013-403). Les conseillers départementaux sont, à compter de ces élections, élus au scrutin majoritaire binominal mixte. Les électeurs de chaque canton élisent au Conseil départemental, nouvelle appellation du Conseil général, deux membres de sexe différent, qui se présentent en binôme de candidats. Les conseillers départementaux sont élus pour 6 ans au scrutin binominal majoritaire à deux tours, l'accès au second tour nécessitant 12,5 % des inscrits au 1er tour. En outre la totalité des conseillers départementaux est renouvelée. Ce nouveau mode de scrutin nécessite un redécoupage des cantons dont le nombre est divisé par deux avec arrondi à l'unité impaire supérieure si ce nombre n'est pas entier impair, assorti de conditions de seuils minimaux. Dans la Drôme, le nombre de cantons passe ainsi de 36 à 19.
Le canton de Drôme des collines, doit son nom à la région naturelle la plus septentrionale du département de la Drôme. Il est formé de communes des anciens cantons de Saint-Donat-sur-l'Herbasse (9 communes), de Romans-sur-Isère-2 (8 communes), de Saint-Vallier (4 communes), de Romans-sur-Isère-1 (1 commune) et du Grand-Serre (11 communes). Le canton est entièrement inclus dans l'arrondissement de Valence. Le bureau centralisateur est situé à Saint-Donat-sur-l'Herbasse.

## Représentation
| Période élective | Période élective | Mandat | Mandat   | Identité            | Nuance | Nuance | Qualité |
| ---------------- | ---------------- | ------ | -------- | ------------------- | ------ | ------ | --- |
| 2015             | 2021             | 2015   | 2021     | Emmanuelle Anthoine |        | LR     | Avocate Adjointe au maire d'Hauterives jusqu'en 2020, députée Ancienne conseillère générale du Canton du Grand-Serre |
| 2015             | 2021             | 2015   | 2021     | Aimé Chaléon        |        | DVD    | Maire de Saint-Donat-sur-l'Herbasse (1995-2020), ancien conseiller général du canton de Saint-Donat-sur-l'Herbasse   |
| 2021             | 2028             | 2021   | en cours | Emmanuelle Anthoine |        | LR     | Députée, conseillère sortante                                                                                        |
| 2021             | 2028             | 2021   | en cours | David Bouvier       |        | DVD    | Agriculteur, maire de Ratières                                                                                       |

### Résultats détaillés

#### Élections de mars 2015
À l'issue du 1er tour des élections départementales de 2015, trois binômes sont en ballottage : Emmanuelle Anthoine et Aimé Chaleon (Union de la Droite, 36 %), Gisèle Duc et Thierry Seneclauze (FN, 29,29 %) et Jean-Louis Bonnet et Catherine Habrard (PS, 25,81 %). Le taux de participation est de 57,03 % (10 997 votants sur 19 284 inscrits) contre 53,14 % au niveau départementalet 50,17 % au niveau national.
Au second tour, Emmanuelle Anthoine et Aimé Chaleon (Union de la Droite) sont élus avec 40,98 % des suffrages exprimés et un taux de participation de 60,27 % (4 603 voix pour 11 623 votants et 19 284 inscrits).

#### Élections de juin 2021
Le premier tour des élections départementales de 2021 est marqué par un très faible taux de participation (33,26 % au niveau national). Dans le canton de Drôme des collines, ce taux de participation est de 37,84 % (7 662 votants sur 20 249 inscrits) contre 34,1 % au niveau départemental. À l'issue de ce premier tour, deux binômes sont en ballottage : Emmanuelle Anthoine et David Bouvier (Union à droite, 58,91 %) et Jean-Christophe Gondre et Manon Renard (Union à gauche avec des écologistes, 23,7 %).
Le second tour des élections est marqué une nouvelle fois par une abstention massive équivalente au premier tour. Les taux de participation sont de 34,3 % au niveau national, 34,41 % dans le département et 38,12 % dans le canton de Drôme des collines. Emmanuelle Anthoine et David Bouvier (Union à droite) sont élus avec 72,98 % des suffrages exprimés (5 369 voix pour 7 719 votants et 20 249 inscrits),,.

## Composition
Lors du redécoupage de 2014, le canton de Drôme des collines comprenait trente-trois communes entières.
À la suite de la création de la commune nouvelle de Valherbasse au 1er janvier 2019, le canton comprend désormais trente-et-une communes entières.
| Nom                                                | Code Insee | Intercommunalité        | Superficie (km2) | Population (dernière pop. légale) | Densité (hab./km2) | Modifier                                    |
| -------------------------------------------------- | ---------- | ----------------------- | ---------------- | --------------------------------- | ------------------ | ------------------------------------------- |
| Saint-Donat-sur-l'Herbasse (bureau centralisateur) | 26301      | CA Arche Agglo          | 19,52            | 4 224 (2022)                      | 216                | modifier les données · modifier les données |
| Arthémonay                                         | 26014      | CA Arche Agglo          | 5,70             | 615 (2022)                        | 108                | modifier les données · modifier les données |
| Bathernay                                          | 26028      | CA Arche Agglo          | 5,71             | 223 (2022)                        | 39                 | modifier les données · modifier les données |
| Bren                                               | 26061      | CA Arche Agglo          | 11,03            | 680 (2022)                        | 62                 | modifier les données · modifier les données |
| Le Chalon                                          | 26068      | CA Valence Romans Agglo | 8,38             | 200 (2022)                        | 24                 | modifier les données · modifier les données |
| Charmes-sur-l'Herbasse                             | 26077      | CA Arche Agglo          | 12,84            | 823 (2022)                        | 64                 | modifier les données · modifier les données |
| Châteauneuf-de-Galaure                             | 26083      | CC Porte de DrômArdèche | 18,08            | 1 807 (2022)                      | 100                | modifier les données · modifier les données |
| Chavannes                                          | 26092      | CA Arche Agglo          | 4,67             | 770 (2022)                        | 165                | modifier les données · modifier les données |
| Crépol                                             | 26107      | CA Valence Romans Agglo | 11,42            | 527 (2022)                        | 46                 | modifier les données · modifier les données |
| Épinouze                                           | 26118      | CC Porte de DrômArdèche | 11,21            | 1 527 (2022)                      | 136                | modifier les données · modifier les données |
| Geyssans                                           | 26140      | CA Valence Romans Agglo | 10,90            | 739 (2022)                        | 68                 | modifier les données · modifier les données |
| Le Grand-Serre                                     | 26143      | CC Porte de DrômArdèche | 24,74            | 949 (2022)                        | 38                 | modifier les données · modifier les données |
| Hauterives                                         | 26148      | CC Porte de DrômArdèche | 30,51            | 1 895 (2022)                      | 62                 | modifier les données · modifier les données |
| Lapeyrouse-Mornay                                  | 26155      | CC Porte de DrômArdèche | 11,45            | 1 188 (2022)                      | 104                | modifier les données · modifier les données |
| Lens-Lestang                                       | 26162      | CC Porte de DrômArdèche | 16,41            | 885 (2022)                        | 54                 | modifier les données · modifier les données |
| Manthes                                            | 26172      | CC Porte de DrômArdèche | 6,83             | 678 (2022)                        | 99                 | modifier les données · modifier les données |
| Margès                                             | 26174      | CA Arche Agglo          | 9,79             | 1 076 (2022)                      | 110                | modifier les données · modifier les données |
| Marsaz                                             | 26177      | CA Arche Agglo          | 8,95             | 690 (2022)                        | 77                 | modifier les données · modifier les données |
| Montchenu                                          | 26194      | CA Arche Agglo          | 16,15            | 600 (2022)                        | 37                 | modifier les données · modifier les données |
| Montmiral                                          | 26207      | CA Valence Romans Agglo | 26,69            | 659 (2022)                        | 25                 | modifier les données · modifier les données |
| Moras-en-Valloire                                  | 26213      | CC Porte de DrômArdèche | 8,58             | 685 (2022)                        | 80                 | modifier les données · modifier les données |
| Parnans                                            | 26225      | CA Valence Romans Agglo | 11,24            | 701 (2022)                        | 62                 | modifier les données · modifier les données |
| Ratières                                           | 26259      | CC Porte de DrômArdèche | 9,01             | 275 (2022)                        | 31                 | modifier les données · modifier les données |
| Saint-Avit                                         | 26293      | CC Porte de DrômArdèche | 8,94             | 320 (2022)                        | 36                 | modifier les données · modifier les données |
| Saint-Christophe-et-le-Laris                       | 26298      | CA Valence Romans Agglo | 11,35            | 425 (2022)                        | 37                 | modifier les données · modifier les données |
| Saint-Laurent-d'Onay                               | 26310      | CA Valence Romans Agglo | 6,28             | 157 (2022)                        | 25                 | modifier les données · modifier les données |
| Saint-Martin-d'Août                                | 26314      | CC Porte de DrômArdèche | 7,67             | 389 (2022)                        | 51                 | modifier les données · modifier les données |
| Saint-Michel-sur-Savasse                           | 26319      | CA Valence Romans Agglo | 11,11            | 567 (2022)                        | 51                 | modifier les données · modifier les données |
| Saint-Sorlin-en-Valloire                           | 26330      | CC Porte de DrômArdèche | 26,50            | 2 237 (2022)                      | 84                 | modifier les données · modifier les données |
| Tersanne                                           | 26349      | CC Porte de DrômArdèche | 9,49             | 354 (2022)                        | 37                 | modifier les données · modifier les données |
| Valherbasse                                        | 26210      | CA Valence Romans Agglo | 43,57            | 1 020 (2022)                      | 23                 | modifier les données · modifier les données |
| Canton de Drôme des collines                       | 2605       |                         | 424,72           | 27 885 (2022)                     | 66                 | modifier les données                        |

## Démographie
En 2022, le canton comptait 27 885 habitants, en évolution de +0,53 % par rapport à 2016 (Drôme : +2,64 %, France hors Mayotte : +2,11 %).
| 2013   | 2018   | 2022   |
| ------ | ------ | ------ |
| 26 942 | 27 900 | 27 885 |